# Жоффруа де Турвіль

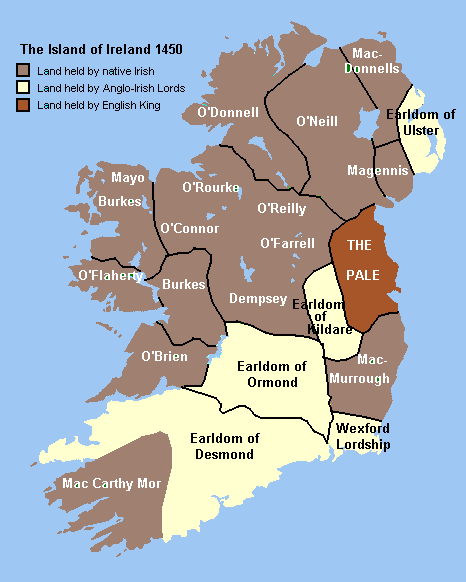
Ірландія в середні віки. Показані англійські володіння, володіння графів Ормонд та Фіцджеральд, володіння незалежних ірландських кланів та королівств.

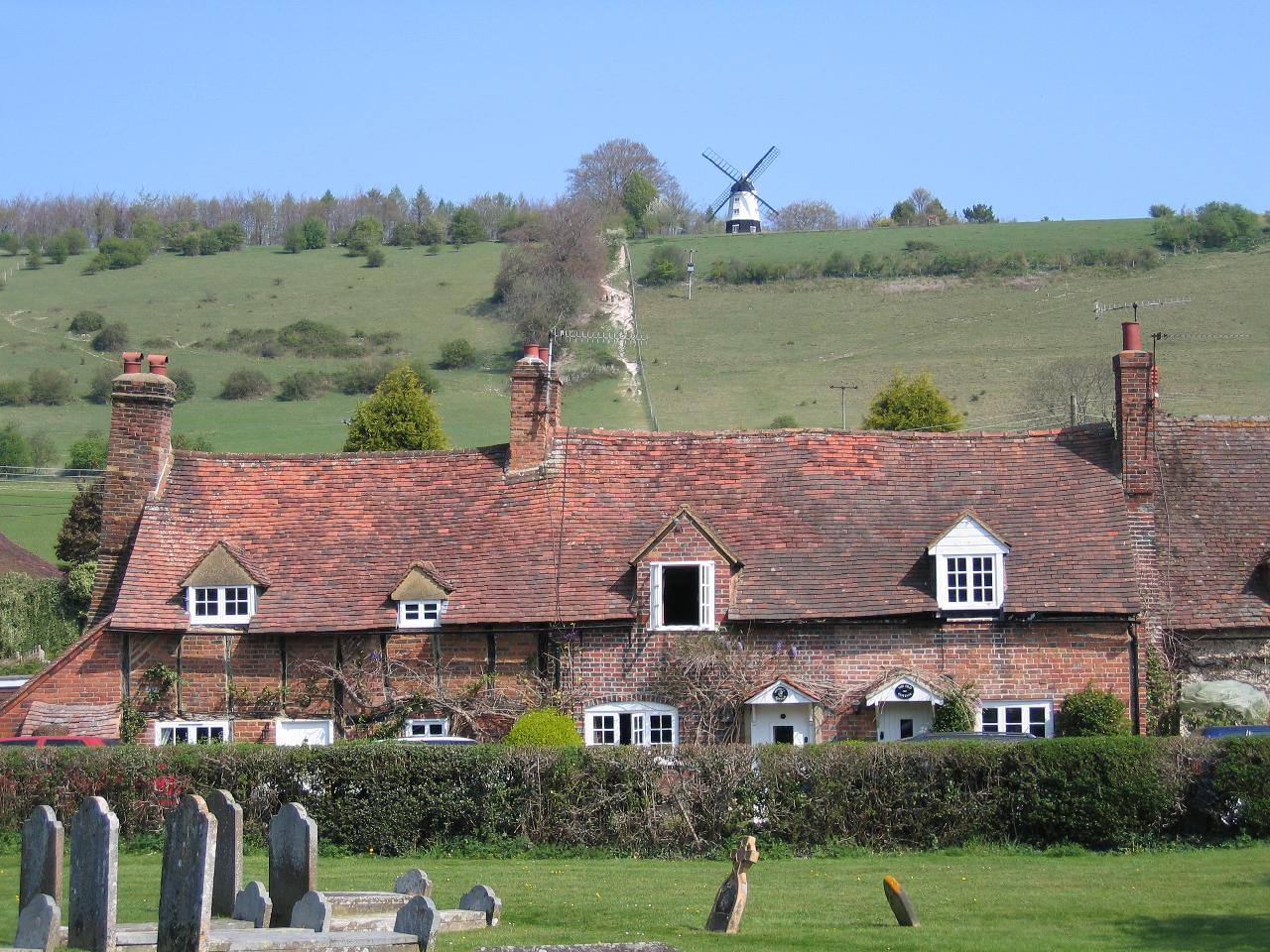
Маєток Турвілл, Бакінгемшир, місце народження Джефрі Турвілла.

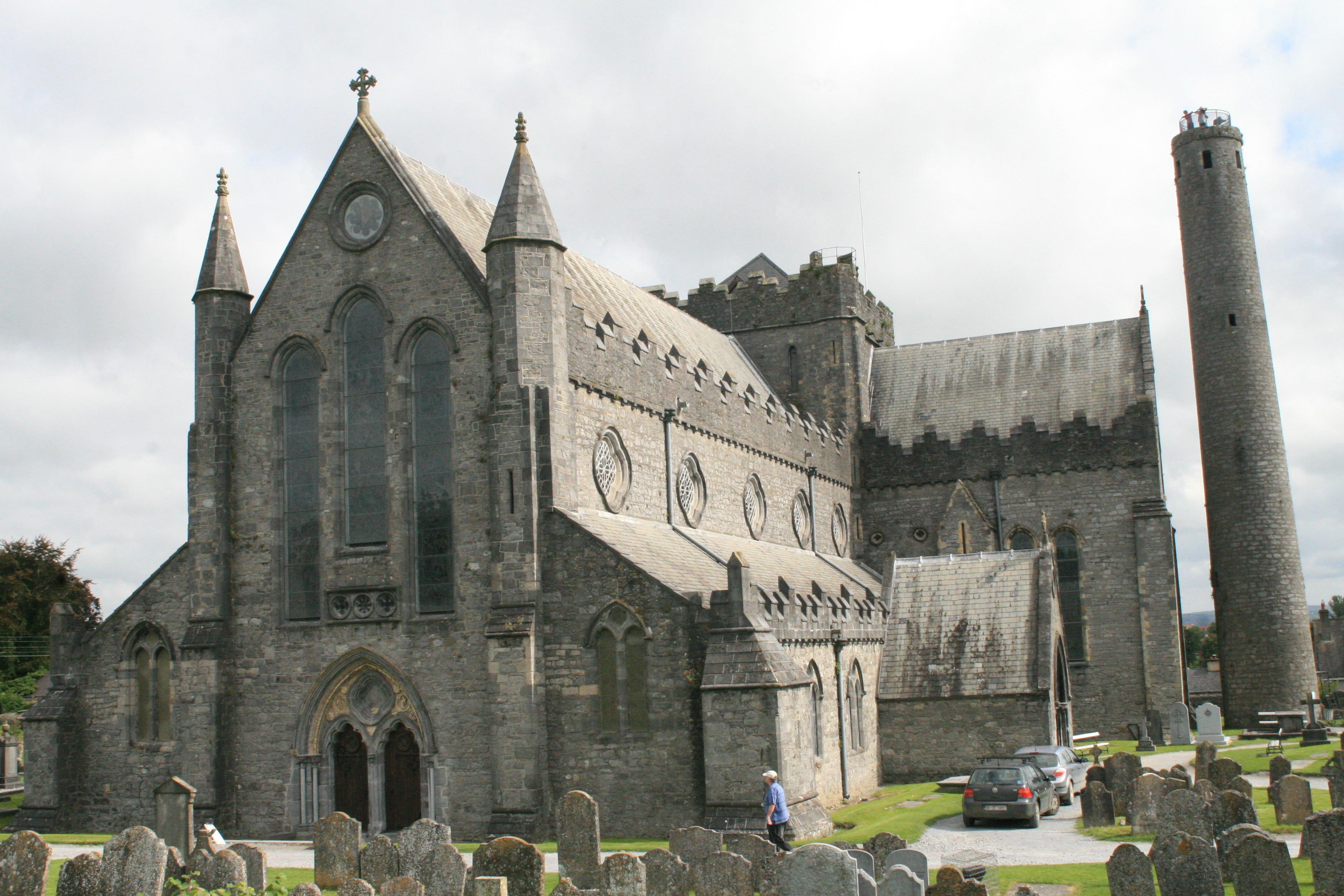
Собор Святого Кеніса, Кілкенні, місце єпископства дореформаційної церкви та єпископів Ірландської церкви.

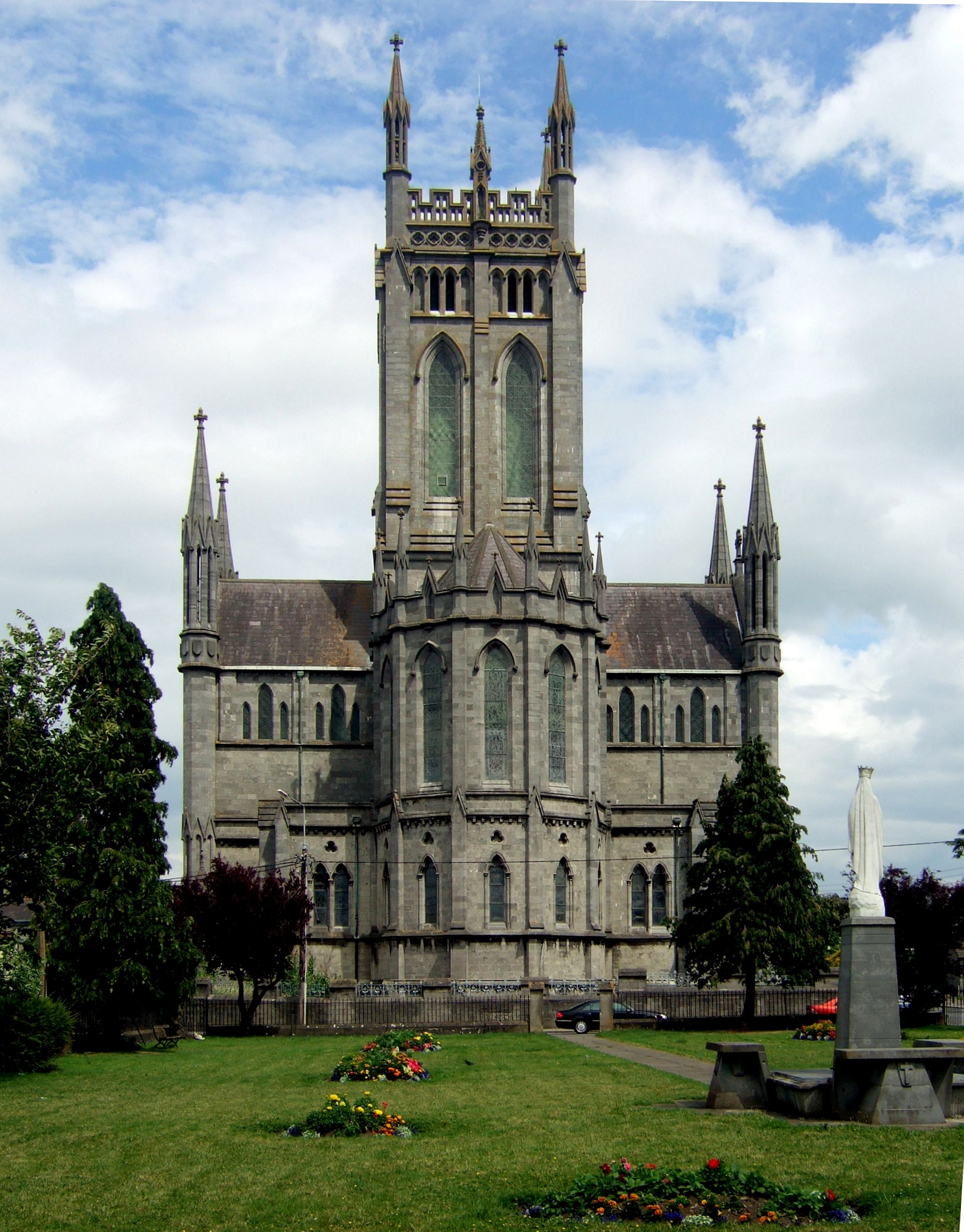
Собор Святої Марії, Кілкенні, єпископський резиденція римо-католицьких єпископів.

Герб єпископів Оссорі.

Жоффруа де Турвіль або Джефрі де Турвілл (англ. - Geoffrey de Turville, Geoffrey de Tourville) (помер 1250 року) – відомий ірландський політик, церковний та державний діяч, суддя, юрист англо-норманського походження, лорд-канцлер Ірландії, єпископ Оссорі. Він був відзначений як надзвичайно ефективний адміністратор. Його кар’єру описують як чудовий приклад того, чого міг сподіватися досягнути клерк на королівській службі того часу. 

## Життєпис

### Походження
Джефрі де Турвілл народився в Турвіллі, що Бакінгемширі, Англія, де раніше Джефрі де Турвілл (бл. 1122 - 1177) був лордом маєтку Західний Турвілл.

### Єпископ Оссорі
Вперше про нього почули в Ірландії в 1218 році в оточенні Генрі де Лундра, архієпископа Дубліна. Він мав бенефіцій Дунгарвана з 1224 року і був призначений архидяконом Дубліна в 1227 році, перш ніж стати єпископом Оссорі в 1244 році. Його описували як людину, яка була «у великій прихильності англійської корони». Враховуючи його власне англійське походження, не дивно, що він виступав проти пропозиції заборонити англійським священнослужителям проводити будь-яку канонізацію в ірландській церкві, і, ймовірно, саме він домігся папського засудження щодо цього.
Будучи єпископом Оссорі у 1245 році, він отримав право проводити щорічний ярмарок і щотижневий ринок у Кілкенні; йому також було надано право проводити ще один щорічний ярмарок у Дарроу, графство Леїш, починаючи з Дня Святого Світіна, разом із правом проводити там ринок, і він отримав подібні привілеї у Фрешфорді, графство Кілкенні. Ченці з Чорного абатства у графстві Кілкенні дали йому дозвіл на облаштування водогону.

### Лорд-канцлер Ірландії
Джефрі де Турвілл також обіймав ряд адміністративних і судових посад. Він був камергером Казначейства Ірландії у 1230 – 1232 роках та скарбником Ірландії з 1235 по 1250 рік, йому приписують кілька реформ, які покращили роботу Казначейства. Він служив мандрівним суддею в 1230 році та був призначений лордом-канцлером Ірландії приблизно в 1237 році, після того, як уже служив заступником лорд-канцлера Ірландії з 1232 року. Він виконував обов’язки заступника юстиціарія Ірландії в 1245 – 1246 роках. 
Історик Елрінгтон Болл хвалить Джеффрі як вченого та здібного юриста. Otway-Ruthven вважає його лордом-канцлером Ірландії, що створив Ірландську канцелярію, як окремий державний департамент, що був повністю незалежним від королівської Англійської канцелярії, і ця канцелярія мала свій штат. Як скарбник він започаткував практику, за якою Казначейство Ірландії вело власні окремі рахунки для аудиту Казначейства Англії. Він був першим ірландським скарбником, який отримував фіксовану зарплату. Він також керував монетним двором Великої Державної Печатки Ірландії.
Він помер у Лондоні в жовтні 1250 р. і був похований у Церкві Темпл.